# Quietula
Quietula  é um género de peixe da família Gobiidae e da ordem Perciformes.

## Espécies
- Quietula guaymasiae (Jenkins & Evermann, 1889)
- Quietula y-cauda (Jenkins & Evermann, 1889)[3][4][5][6][7][8]

## Morfologia
- Corpo alargado.
- Cabeça grande.
- Olhos na parce de cima da cabeça.
- Boca grossa.
- Mandíbula superior muito grande.
- As barbatanas pélvicas estão fundidas em forma de disco.
- A barbatana da cauda é larga.
- As escamas são lisas, diminutas.[9]

## Distribuição geográfica
É encontrado no Oceano Pacífico oriental.